# Jang Hye-jin
Pour les articles homonymes, voir Jang.
Jang Hye-jin, née le 5 juin 1975, est une actrice sud-coréenne.

## Filmographie
Sauf indication contraire, les informations mentionnées dans cette section peuvent être confirmées par la base de données cinématographiques IMDb,  présente dans la section « Liens externes ».

### Cinéma
- 1998 : Christmase nuni naerimyeon (coréen : 크리스마스에 눈이 내리면, Christmase nuni naerimyeon) : Une secrétaire
- 2007 : Secret Sunshine : Park Myung-Sook
- 2009 : Marine Boy (coréen : 마린보이, Ma-rin-bo-ee) : l'officier de l'immigration
- 2010 : Poetry : Belle-fille de Mr. Kang
- 2016 : The World of Us (coréen : 우리들, Urideul) : La mère
- 2016 : Yongsoon (coréen : 용순, Yongsoon) : La serveuse du restaurant
- 2017 : Mothers (en) (coréen : 당신의 부탁, Dangshinui Bootak) : Jung-hee
- 2018 : Adulthood : Belle-sœur de Jeom-hee
- 2019 : The House of Us : La mère de Sun[1]
- 2019 : Parasite (coréen : 기생충, Gisaengchung) : Chung-sook (femme de Ki-Taek))
- 2020 : More Than Family (coréen : 애비규환, Aebigyuhwan) : Seon-myung
- 2021 : My Lovely Angel (coréen : 내겐 너무 소중한 너, Naegen Namu Sojunghan Neo) : Propriétaire
- 2023 : Soulmate : Madame Go, mère de Ha-eun[2]
- 2024 : Love in the Big City (대도시의 사랑법) d'E.oni : la mère de Heung-soo

### Télévision
- 2019 : Crash Landing on You (coréen : 사랑의 불시착, Sarangui Bulsichak) : Go Myeong-eun
- 2019 : Family Affair (coréen : 니나 내나, Nina Naena) : Mi-jeong
- 2020 : True Beauty (coréen : 여신강림, Yeosin-gangnim): Hong Hyun-Sook (mère de Im Ju Gyeong)
- 2020 : The Ballot : Kim Sam Sook (mère de Se Ra)
- 2020 : Birthcare Center (coréen : 산후조리원, Sanhujoriwon) : Choi Hye Sook
- 2021 : Hospital Playlist (coréen : 슬기로운 의사생활, Seulgiroun Euisasaenghal) : Mère de Chu Min Ha
- 2021 : Otsomae Bolkeun Kkeutdong : Court Lady Seo
- 2021 : Red Sleeve (coréen : 옷소매 붉은 끝동, Otsomae Bulg-eun Kkeutdong) : Court Lady Seo
- 2022 : Green Mothers Club : Young Mi
- 2022 : The Law Café (coréen : 법대로 사랑하라, Beopdaero Saranghara) : Kim Cheon-daek
- 2023 : A Time Called You (coréen : 너의 시간 속으로, Neoui sigan sog-euro) : Bae Mi-yeong
- 2023 : Doctor Slump (coréen : 닥터 슬럼프, Dakteo seulleompeu) : Mère de Nam Ha-neul
- 2023 : The Witch : Mère de Dong-jin

## Distinctions
| Année | Catégorie                                              | Travail nomé     | Résultat   | Ref.  |
| ----- | ------------------------------------------------------ | ---------------- | ---------- | ----- |
| 2022  | Meilleure actrice dans un second rôle – Television     | Red Sleeve       | Nomination | [ 3 ] |
| 2019  | Meilleure actrice dans un second rôle                  | Parasite         | Nomination | [ 4 ] |
| 2020  | Meilleur ensemble d'acteurs                            | Parasite         | Nomination | [ 5 ] |
| 2020  | Meilleur ensemble d'acteurs                            | Parasite         | Lauréat    |       |
| 2021  | Meilleure actrice dans un second rôle                  | More Than Family | Lauréat    | [ 6 ] |
| 2021  | Meilleure actrice dans un second rôle                  | Red Sleeve       | Lauréat    | [ 7 ] |
| 2020  | Screen Actors Guild Award de la meilleure distribution | Parasite         | Lauréat    | [ 8 ] |